# Pultenaea campbellii
Pultenaea campbellii là một loài thực vật có hoa trong họ Đậu. Loài này được Maiden & Betcke miêu tả khoa học đầu tiên.